# دارلينغتون (دائرة انتخابية في المملكة المتحدة)
دارلينغتون (بالإنجليزية: Darlington)‏ هي إحدى الدوائر الانتخابية في المملكة المتحدة الممثلة في مجلس العموم في برلمان المملكة المتحدة.
عضو البرلمان الذي يمثلها حالياً هو :Rt Hon Alan Milburn (Lab).